# Навч
Навч (пол. Nawcz) — село в Польщі, у гміні Ленчиці Вейгеровського повіту Поморського воєводства.
Населення — 250 осіб (2011).
У 1975-1998 роках село належало до Гданського воєводства.

## Демографія
Демографічна структура станом на 31 березня 2011 року:
|          | Загалом | Допрацездатний вік | Працездатний вік | Постпрацездатний вік |
| -------- | ------- | ------------------ | ---------------- | -------------------- |
| Чоловіки | 122     | 34                 | 82               | 6                    |
| Жінки    | 128     | 41                 | 71               | 16                   |
| Разом    | 250     | 75                 | 153              | 22                   |